# 陸澄原
陸澄原（1591年—？），字嗣端，號芝房，浙江嘉興府平湖縣人，明朝政治人物。

## 生平
刑部主事陸錫恩之子，年十九舉于乡，天启五年（1625年）乙丑科進士。授工部主事。崇禎初即位，魏忠贤猶柄國政，廷臣皆呼为廠臣，澄原首斥其名而劾之，降旨薄責。于是群臣窺知上意，纷纷上疏弹劾，魏遂伏诛。轉员外郎，督盔甲廠。崇禎二年（1629年），清兵入寇，京师戒严，檄催火器如熾，所督廠工僅數十人，日造火药二千斤，兼造兼運，身不解帶者五十余日，造火繩，用楮代布，失内璫意，奉嚴旨斥责。然是時以箭簾不稱，工部四司俱逮毙杖者二人，澄原僅降级調用。尋補順天府照磨，遷大理寺寺副，疏參罪督袁崇焕，帝嘉其敢言，特遣中使奉函直至其邸舍，函面御書「發陸澄原」四字，中批「據實回奏，不許發抄」，以小臣而承委信，前此未有也。尋遷兵部職方员外，提調武闈，車射不及格，主考、監試俱下狱，澄原閑住罷歸。六年甲戌（1633年），忌者中以考功法落職。放艇湖山，自號隐放主人，寄懷詩奕者數年而卒。澄原厭薄門户，中立敢言，首攻崔（呈秀）、魏（忠贤），亦不附東林，疏請申敕廷臣，各消成見。